# Nordgeorgsfehn
Nordgeorgsfehn er en lokalitet i kommunen Uplengen i Niedersachsen i Leer-distriktet i Ostfriesland. Borgmester er Frank Meyer (CDU).

## Historie
Nordgeorgsfehn blev grundlagt i 1829 som Fehnkoloni. Fehnbebyggelsen blev opkaldt efter Kong Georg IV af Storbritannien og Hannover. Nordgeorgsfehn tilhører det evangelisk-lutherske kirkesogn Hollen. Den første registrerede bosættere i kirkebogen var familierne Heere Andreesen Meyer von Jheringsfehn og Ubbe Hinrichs Lambertus von Spetzerfehn.
Den 1. januar 1973 blev Nordgeorgsfehn inkorporeret i den nye kommune Uplengen.